# Загальнонаціональний страйковий комітет Білорусі
Загальнонаціональний страйковий комітет Білорусі (Страйком) — незареєстрована білоруська організація, основне завдання якої — захист прав громадян (у тому числі організація акцій протесту проти порушення прав і законних інтересів громадян).
Страйком підприємців Республіки Білорусь діє з 1996 року. 25 листопада 2003 року на його основі був створений Загальнонаціональний страйковий комітет Білорусі.
З моменту створення, головою є підприємець і колишній політв'язень Валерій Левоневський. Під час його ув'язнення з 1 травня 2004 по 15 травня 2006 обов'язків голови Страйкому виконував його син Володимир Левоневський.

## Акції протесту
1 січня 2000 року — п'ятиденний страйк підприємців Білорусі. Близько 100 тис. страйкуючих.
31 січня 2000 року — в Мінську пройшов мітинг підприємців. Резолюція мітингу містила не лише економічні, але і політичні вимоги(відставка міністра підприємництва).
1 лютого 2000 року — підприємці більшості речових ринків Білорусі почали безстроковий страйк, який був призупинений 12 лютого.
23 листопада 2000 року — попереджувальний страйк приватних підприємців, який підтримали більше ніж 150 тисяч чоловік.
1 січня 2001 року — п'ятиденний страйк підприємців Білорусі, в якій брало участь близько 200 тисяч чоловік.
8 травня 2001 року — пройшов загальнонаціональний політичний страйк підприємців. У страйку взяло участь більше ніж 90 тисяч підприємців і осіб, працюючих по найму.
18 травня 2001 року — пройшов загальнореспубліканський політичний страйк індивідуальних підприємців, який був приурочений до того, що проходив того дня в Мінську другому Всебелорусскому народному зібранню.
20 червня 2002 року — страйк підприємців в місті Гродно. Усі ринки м. Гродно не працювали.
31 липня 2002 року — в Республіці Білорусь пройшов попереджувальний одноденний загальнонаціональний страйк індивідуальних підприємців. У акції взяло участь за різними оцінками 100—150 тис. підприємців і осіб, працюючих по найму.
26 серпня 2002 року — у місті Мінську пройшов мітинг в захист економічних і інших прав підприємців. На мітинг прийшло більше 2000 чоловік.
11 вересня 2002 року — відбувся загальнонаціональний одноденний страйк підприємців Республіки Білорусь. У страйку взяло участь близько 160 тис. підприємців і осіб, працюючих по найму, практично з усіх міст Республіки Білорусь.
12 вересня 2002 року — оголошена загальнонаціональна акція громадянської непокори. Акція триває і сьогодні.
1 жовтня 2002 року — загальнонаціональний страйк підприємців Республіки Білорусь з припиненням сплати податків і інших платежів до бюджету. У страйку бере участь за різними оцінками 120—190 тисяч підприємців і осіб, працюючих по найму, практично з усіх міст Республіки Білорусь. Страйк тривав 10 днів.
19 грудня 2002 року — страйк підприємців в Гродно з вимогою про відставку нинішнього президента Лукашенко. Більше 4000 підприємців підтримали цю вимогу і не вийшли на роботу.
22 січня 2003 року — одноденний страйк підприємців в місті Гродно. Не працювали основні ринки і міні-ринки міста, більше 8000 чоловік взяло участь в цій акції.
27 лютого 2003 року — Страйковий Комітет Підприємців спільно з підприємницькими структурами організувала мітинг на захист прав підприємців.
12 березня 2003 року — Страйковий Комітет Підприємців спільно з деякими організаціями провів Народний Марш «За краще життя».
1 квітня 2003 року — акція «Похід до Парламенту». На початку цієї акції був затриманий і заарештований на 15 діб Валерій Левоневський.
25 вересня 2003 року — загальнонаціональний страйк підприємців Білорусі. Близько 50 % підприємців Білорусі взяли участь в цій акції.
1 травня 2004 року — демонстрація в центрі міста Гродно. Кількість учасників близько 4 тис. чоловік. Цього дня був заарештований на 15 діб, а потім засуджений на 2 роки в'язниці, голову Страйкового Комітету Валерія Левоневського.
3 травня 2004 року — мітинг підприємців на площі Леніна в Гродно, в якому брало участь близько 1,5 тис. підприємців. Того ж дня міліцією в штатському був затриманий, а потім заарештований на 13 діб Володимир Левоневський за організацію акцій протесту.
25 березня 2007 року — одноденний попереджувальний страйк підприємців в Мінську.

## Інша діяльність
Одно з напрямів діяльності Страйкового Комітету — допомога засудженим. Так, наприклад, у вересні 2005 року Страйком передав книги, спортивний інвентар і інші корисні речі в Ивацевичскую виправну колонію № 22. Створюються відділення Страйкому у в'язницях — до березня 2005 року в п'яти білоруських в'язницях були сформовані такі відділення.